# ラムチー駅
ラムチー駅（ラムチーえき、タイ語: สถานีรถไฟลำชี ）は、タイ王国東北部スリン県ムアンスリン郡にある、タイ国有鉄道東北線・南線の駅である。

## 概要
ラムチー駅は、タイ王国東北部スリン県の県庁所在地で、人口26万人が暮らすムアンスリン郡に位置し、駅の正面側は南向きである。
クルンテープ駅（バンコク）より412.00km地点に位置し、急行列車利用で7時間20分程度である。1日に22本（11往復）の列車が発着しその内訳は、急行1往復、快速4往復、普通6往復であり、内2往復は当駅が始発、終着である。　

## 歴史
1897年3月26日にタイ官営鉄道最初の区間が、クルンテープ駅 - アユタヤ駅間に開業したが、それから複数回に及ぶ延伸開業を経た29年後の1926年5月1日に当駅まで延長した。
- 1897年3月26日 【開業】クルンテープ駅 - アユタヤ駅 (71.08km)
- 1897年5月1日 【開業】アユタヤ駅 - ケンコーイ駅 (54.02km)
- 1898年3月3日 【開業】ケンコーイ駅 - ムワックレック駅 (27.20km)
- 1899年5月25日 【開業】ムワックレック駅 - パークチョン駅 (27.63km)
- 1900年12月21日 【開業】パークチョン駅 - ナコンラチャシーマ駅 (83.72km)
- 1922年5月1日 【開業】ナコンラチャシマー駅 - ターチャン駅 (21.75km)
- 1925年4月1日 【開業】ターチャン駅 - ブリーラム駅 (90.62km)
- 1926年5月1日 【開業】ブリーラム駅 - スリン駅 (43.73km)

## 駅構造
単式及び島式1面の複合型ホーム2面2線をもつ地上駅であり、駅舎はホームに面している。本駅東側にセメント取扱いのための引き込み線がある。現在では使用されていないがかつて蒸気機関車時代に使用されていた転車台が残っている。

## 駅周辺
駅周辺には民家が数軒存在する程度であり、駅の500m程南側に東北本線と平行する形で国道226号線が走っている。